# 영국 공주 루이즈
루이즈 캐롤라인 앨버타, 아가일 공작 부인(Louise Caroline Alberta, Duchess of Argyll, 1848년 3월 18일 ~ 1939년 12월 3일)은 영국의 공주로 빅토리아 여왕과 앨버트 공의 사녀이다. 형제로 프로이센 왕비 빅토리아, 헤센 대공비 앨리스, 영국 군주 에드워드 7세, 코넛 공작 아서 등이 있다. 1871년 3월 21일 윈저 성에서 아가일 공작의 아들 론 후작 존과 결혼했다. 1900년 시아버지 아가일 공작이 죽고 남편이 공작위를 계승하여 아가일 공작 부인이 되었다. 남편과의 사이에서 자녀는 없었다.